# Droga wojewódzka 470
Die Droga wojewódzka 470 (DW 470) ist eine 61 Kilometer lange Droga wojewódzka (Woiwodschaftsstraße) in der polnischen Woiwodschaft Großpolen, die Kościelec mit Kalisz verbindet. Die Strecke liegt im Powiat Kolski, im Powiat Turecki, im Powiat Kaliski und in der kreisfreien Stadt Kalisz.

## Streckenverlauf
Woiwodschaft Großpolen, Powiat Kolski
-  Kościelec (Uniejow) (DK 92)

Woiwodschaft Großpolen, Powiat Turecki
- Tarnowa
- Marulew
- Galew
- Szadów Pański
-  Turek (Turek) (DK 72, DK 83)
- Cisew Mały
- Malanów (Malanow)

Woiwodschaft Großpolen, Powiat Kaliski
- Ceków
- Ceków-Kolonia (Cekow)
- Plewnia
- Morawin
- Kamień
- Beznatka
- Skarszew
- Pólko
- Szosa Turecka

Woiwodschaft Großpolen, Kreisfreie Stadt Kalisz
-  Kalisz (Kalisch) (DK 12, DK 25, DW 442, DW 450)